# Chazé-Henry
Chazé-Henry korábbi község Franciaország Loire mente régiójában, Maine-et-Loire megyében. 2016. december 15-én kilenc másik korábbi községgel egyesült és Ombrée d’Anjou új község része lett.
Lakosainak száma 780 fő (2018. január 1.). Chazé-Henry Congrier, Renazé, Saint-Erblon, Pouancé, Armaillé, Noëllet, Vergonnes és La Chapelle-Hullin községekkel határos.

## Népesség
A település népességének változása:
| Lakosok száma | 1124 | 1017 | 1075 | 1046 | 940  | 843  | 852  | 812  | 788  | 780  |
|               | 1968 | 1975 | 1982 | 1990 | 1999 | 2011 | 2013 | 2015 | 2017 | 2018 |